# جعداوات العظم
جعداوات العظم (الاسم العلمي: Rhytidostea)، فرع حيوي من مجسمات الفقار ورتبة مقسومات الفقار، تم تأسيس التصنيف في عام 2000 وهو يشمل العديد من مجموعات مقسومات الفقار التي تختلف عن المجموعة «العليا» من العظاءات الجهضمية.